# Панцхава, Вахтанг
Вахтанг Панцхава (груз. ვახტანგ პანცხავა; 8 октября 1989, Цхалтубо, Грузинская ССР, СССР) — грузинский футболист, нападающий. Выступал за молодёжную сборную Грузии до 21 года.

## Биография

### Клубная карьера
Воспитанник клуба «Гагра». В 2007 году вместе с Амираном Саная перешёл во французский «Ле-Ман», где выступал за молодёжную команду.
Летом 2009 года перешёл в годичную аренду с правом выкупа в харьковский «Металлист». 27 августа 2009 года дебютировал в Лиге Европы в матче против австрийского «Штурма» (0:1), Вахтанг вышел на 58 минуте вместо поляка Марцина Буркхардта. По итогам двух встреч «Металлист» проиграл со счётом (2:1). Всего за «Металлист» Панцхава провёл 1 матч в Кубке Украины, 1 матч в молодёжном чемпионате Украины и 1 матч в Лиги Европы. Уже осенью Панцхава покинул «Металлист».
В январе 2010 года побывал на просмотре в венгерском клубе «Дьёр» из Будапешта. В команде провёл около полугода. Летом 2010 года перешёл в клуб «Вашаш». В чемпионате Венгрии дебютировал 31 июля 2010 года в домашнем матче против «Гонведа» (3:2), Панцхава вышел на 83 минуте вместо Адама Хрепки.

### Карьера в сборной
Выступал за молодёжную сборную Грузии до 21 года, провёл 15 матчей и забил 9 голов. В мае 2008 года исполнявший обязанности главного тренера сборной Грузии Петар Сегрт вызвал Панцхаву на матчи с Эстонией и Португалией.

## Личная жизнь
Его родной брат Николоз профессиональный футболист, он выступает за грузинский клуб «Гагра».